# Leónidas de Alejandría (santo)
San Leónidas de Alejandría fue un mártir y santo cristiano del siglo III. Según el historiador Eusebio de Cesarea, su hijo fue el padre de la Iglesia Orígenes.  En ese mismo pasaje, Eusebio cuenta que Leónidas fue martirizado durante la persecución del emperador Septimio Severo en el año 202. Condenado a la muerte por el prefecto Lacto, fue decapitado y sus propiedades expropiadas. Su festividad se celebra el 22 de abril.
Comenta el Beato Carlo Gnocchi, sacerdote italiano, que la presencia de Cristo en los niños y la participación que tienen en la redención cristiana por medio del dolor era "digna de ser honrada, y casi venerada, como lo hacía San Leónidas mártir, al inclinarse cada mañana para besar el corazón de su pequeño hijo, reconociendo y adorando en su pecho la Trinidad presente y operante".